# Anna May Wong
Anna May Wong (Los Angeles, 3 de janeiro de 1905 – Santa Monica, 3 de fevereiro de 1961) foi uma atriz norte-americana, a primeira grande estrela de ascendência asiática no cinema norte-americano e a se tornar uma estrela internacional. Sua variada e extensa carreira incluiu o cinema mudo, falado, a cores, o teatro e o rádio.
Nascida em Los Angeles, descendente da segunda geração de chineses, Anna se interessou ainda criança pela indústria do cinema. Atuou no cinema mudo e em um dos primeiros filmes falados. Anna tornou-se um ícone da moda e alcançou o estrelado e reconhecimento internacional em 1924. Frustrada com os estereótipos relegados às suas personagens coadjuvantes, ela deixou a indústria de Hollywood e partiu para a Europa no final da década de 1920, onde estrelou em papéis notáveis, como em Piccadilly (1929). A década seguinte seria de viagens constantes entre Estados Unidos e Europa, dividindo seu tempo entre as câmeras e os palcos.
Em 1935, Anna ficou extremamente desapontada e desanimada com sua carreira quando a Metro-Goldwyn-Mayer não lhe deu o papel principal no filme The Good Earth. A protagonista acabou indo para a atriz Luise Rainer, que usou maquiagem para parecer asiática. Anna então passou o ano seguinte na China, visitando a vila de seus avós e estudando a cultura do país. Já no final dos anos 1930, ela estrelou vários filmes B para a Paramount Pictures, sempre em papéis positivos de personagens asiáticos. Anna também deu uma pausa em sua carreira no começo da Segunda Guerra Mundial para arrecadar fundos e ajudar nos esforços da Segunda Guerra Sino-Japonesa. Anna só voltaria ao estrelado nos anos 1950 em vários papéis na televisão.

## Biografia

### Primeiros anos
Anna nasceu como Wong Liu-tsong (que significa "geada de salgueiro amarelo", sendo que "amarelo" é o nome da família e pode ser considerado inútil para o significado geral) em 3 de janeiro de 1905, em Los Angeles, um quarteirão ao norte de Chinatown, comunidade integrada de imigrantes chineses, irlandeses, alemães e japoneses. Era a segunda filha entre sete crianças do casal Wong Sam-sing, dono de uma lavanderia, e Lee Gon-toy, sua segunda esposa.

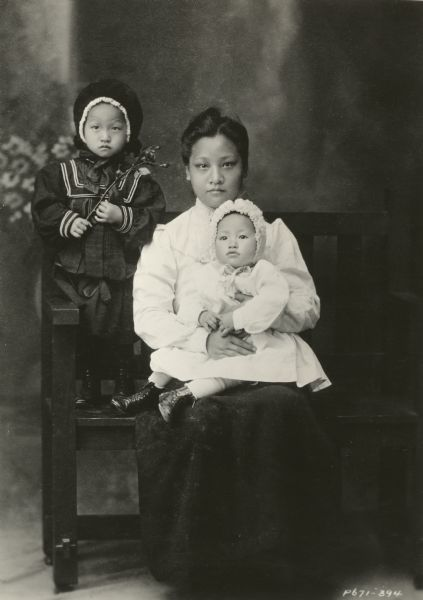
Anna May Wong no colo da mãe em 1905

Seus pais eram a segunda geração de descendentes de chineses a nascer nos Estados Unidos. Seus avós, tanto paternos quanto maternos, já moravam no país em 1855. A Wong Wong, seu avô paterno, foi mercador e chegou a ter duas lojas em Michigan Hills, área de mineração de ouro em Placer County, tendo nascido em Chang On, uma vila perto de Taishan, na província de Guangdong. O pai de Anna passou a juventude viajando pelos Estados Unidos e pela China, onde conheceu sua primeira esposa e com quem teve um filho em 1890. Ele retornou ao país em algum momento entre 1890 e 1901, enquanto continuava a ajudar a família na China, e conheceu e se casou com sua segunda esposa.
Em 1910, a família se mudou para a Rua Figueroa, onde eram os únicos chineses da vizinhança, dividindo o bairro com família do Leste Europeu e mexicanas. Junto da irmã mais velha frequentou a escola pública do bairro, mas depois foram para a escola presbiteriana chinesa quando começaram a sofrer bullying na escola anterior. As aulas eram dadas em inglês, mas Anna frequentava as aulas de chinês no período da tarde e aos sábados.
Por volta dessa época, a produção de cinema começou a se deslocar da costa leste para a costa oeste, mais precisamente na região de Los Angeles. Era corriqueiro Anna ver gravações de filmes em sua vizinhança. Ela passou a frequentar os cinemas Nickelodeon e rapidamente se tornou obcecada com os filmes, deixando de almoçar na escola para usar o dinheiro na compra de ingressos. Seu pai não ficou feliz com o interesse da filha pelo cinema, acreditando que isso interferiria em seus estudos, mas Anna decidiu seguir carreira artística mesmo assim. Com 9 anos, ela implorava para produtores e diretores lhe darem papéis, o que lhe rendeu o apelido de C.C.C, ou "Curiosa Criança Chinesa". Aos 11 anos, Anna cunhou seu nome artístico, unindo nomes em inglês com o nome de sua família.

### Início de carreira
Anna trabalhava em uma loja de departamentos quando soube que a Metro Pictures precisava de figurantes para o filme The Red Lantern (1919). Sem seu pai saber, um de seus amigos com conexões na indústria do cinema ajudou Anna a participar do filme, onde ela aparece carregando uma lanterna. Ela então trabalharia em diversos filmes nos próximos dois anos, sempre como figurante. Ainda era estudante quando teve complicações devido à febre reumática e ficou fora da escola por vários meses. Ela estava perto de uma crise nervosa quando seu pai a levou a um médico chinês, que lhe aplicou tratamentos tradicionais chineses.

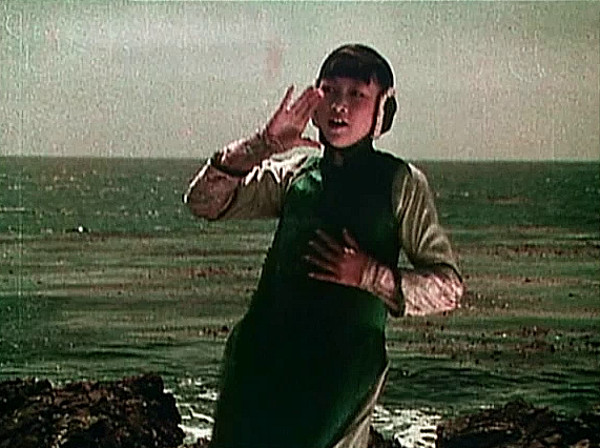
Anna May Wong no filme em cores The Toll of the Sea (1922)

Anna largou o ensino médio em 1921 para se dedicar inteiramente à carreira artística. Ela sabia que era jovem, assim poderia se dedicar por alguns anos e caso não desse certo ela ainda teria tempo para procurar outra carreira. Em 1921, ela recebeu seu primeiro papel creditado em um filme, em Bits of Life, primeiro filme antológico, onde ela interpretava Toy Ling. Aos 17 anos, teve sua primeira protagonista no filme The Toll of the Sea, vagamente baseado em Madama Butterfly. Anna foi extremamente elogiada pela crítica especializada por esse papel.
Mesmo com tantos elogios por sua atuação, Hollywood estava relutante em criar papéis específicos para Anna. Por ter ascendência chinesa, os produtores não conseguiam vê-la como uma protagonista que ganhasse o carisma do público. Os próximos anos deram a Anna vários papéis coadjuvantes que forneciam um "ar exótico" ao enredo, muitas vezes de dançarina ou prostituta.

### Estrelato
Com 19 anos, Anna foi escalada para um papel coadjuvante no filme de Douglas Fairbanks, The Thief of Bagdad (1924). Interpretando um papel estereotipado e sensual, Anna atraiu a atenção do público e da crítica especializada. O filme foi um sucesso na época, com 28 milhões de dólares em bilheteria e ajudou a elevar o nome de Anna com o público. Por volta dessa época, ela também começou um relacionamento com o diretor Tod Browning, que foi muito comentado na época por ser um casal "inter-racial" e por ela ser menor de idade para as leis norte-americanas.
A fama e o dinheiro fez sua família se mudar para um apartamento próprio. Sabendo que nunca seria aceita como totalmente americana, apesar de ter nascido no país e se criado na Califórnia, Anna abriu sua própria produtora, a Anna May Wong Productions. Mas descobriu que seu sócio vinha infringindo a lei, o que a levou a processá-lo e a produtora acabou fechando. Ela logo percebeu que sua carreira continuaria limitada, já que leis antimiscigenação proibiam beijos entre pessoas de etnias diferentes, mesmo se o personagem fosse asiático e interpretado por um norte-americano. A menos que homens asiáticos estivessem atuando, Anna não podia ser a protagonista em praticamente nenhum filme.

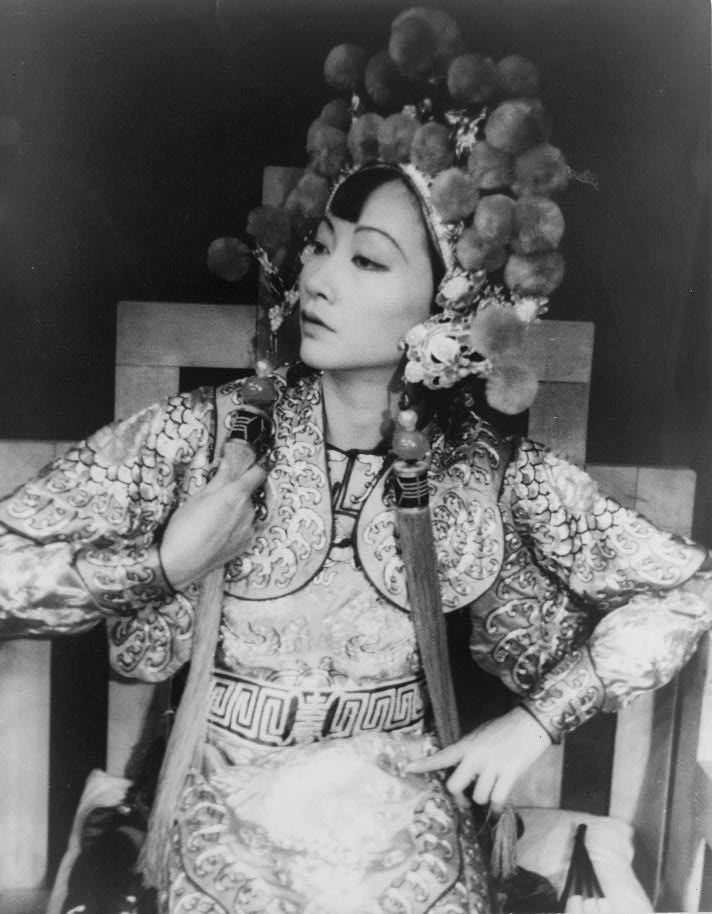
Anna em Turandot, foto de 1937

Anna ganhava papéis variados, sempre de tom "exótico", alguns até mesmo indígenas e de esquimó. Interpretou a Princesa Tigrinha na versão de 1924 de Peter Pan. Mesmo com muitas críticas positivas, o entusiasmo de Anna com a indústria vinha diminuindo consideravelmente. Tentativas de participar de teatro amador não foram bem-sucedidas. As leis antimiscigenação cortaram todos os papéis de protagonista que ela gostaria de interpretar.

### Mudança para a Europa
Cansada dos estereótipos, das limitações dos papéis de coadjuvante e de ver brancos interpretando papéis de asiáticos, Anna deixou Hollywood em 1928 para se mudar para a Europa, sem esconder seu descontentamento. No Velho Mundo, Anna foi uma sensação e estrelou em papéis e filmes notáveis, como Pavement Butterfly (1929) e Tschun Tschi, onde falava alemão fluentemente. Na Alemanha, tornou-se amiga inseparável da cineasta Leni Riefenstahl. Sua amizade com várias mulheres, incluindo Marlene Dietrich e Cecil Cunningham, o que levou a rumores de que Anna seria lésbica, o que feriu sua imagem pública. Os boatos sobre um suposto relacionamento com Marlene envergonhou tanto a família que eles logo se opuseram à sua carreira de atriz, algo que na época não era considerada uma profissão respeitável.
Sua primeira aparição nos palcos no Reino Unido foi na peça A Circle of Chalk, junto do jovem Laurence Olivier, mas houve críticas a respeito de seu sotaque da Califórnia. Por isso, Anna teve aulas na Universidade de Cambridge para treinar pronúncia e vocalização. Seu último filme mudo foi Piccadilly, em 1929, o primeiro de cinco filmes britânicos em que ela era a protagonista. O filme foi uma sensação no Reino Unido e Anna logo se tornou uma atriz de renome. Apesar de sua personagem ser extremamente sexualizada, novamente ela não podia beijar seu par romântico e uma controversa cena de beijo foi cortada na edição antes do lançamento. Em Londres, Anna se envolveu com o escritor e executivo de comunicação Eric Maschwitz, que escreveu a letra da música "These Foolish Things (Remind Me Of You)" para Anna, depois que eles se separaram. Seu primeiro filme falado foi The Flame of Love (1930), que ela filmou em francês, inglês e alemão, mas que não recebeu boas críticas.

### Retorno a Hollywood
Durante os anos 1930, muitos estúdios estavam em busca de talentos recentes na Europa. Ironicamente, Anna atraiu a atenção dos estúdios e a Paramount Pictures lhe ofereceu um contrato em 1930. Animada pela promessa de papéis principais, ela retornou aos Estados Unidos. Seu prestígio e a experiência no outro continente lhe renderam o papel principal na Broadway, em On the Spot, que se tornaria o filme Dangerous to Know. Quando o diretor da peça quis que Anna usasse em sua personagem os maneirismos estereotipados de asiáticos, baseado em Madame Butterfly, ela se recusou, usando de seu conhecimento sobre a cultura e estilo chineses para compor sua personagem, dando-lhe um alto grau de autenticidade.
Em novembro de 1930, sua mãe morreu em um acidente de carro em frente à casa da família na Rua Figueroa, em Los Angeles. A família permaneceu na casa até 1934, quando seu pai resolveu voltar para a China, levando seus irmãos mais novos com ele. Com a promessa de conseguir a protagonista no filme de Josef von Sternberg, Anna aceitou outro papel estereotipado, o da filha vingativa de Fu Manchu em Daughter of the Dragon (1931). Por volta dessa época, ela estrelou junto do único grande ator asiático, além dela, Sessue Hayakawa. Apesar de ter interpretado a protagonista, isso não se refletia em seus pagamentos. Enquanto Sessue recebeu 10 mil dólares e Warner Oland recebeu 12 mil, Anna recebeu apenas 6 mil dólares.
Com seu status de celebridade assegurado, Anna começou a usar de seu estrelato para fazer declarações e posicionamentos políticos. No final de 1931, ela escreveu um artigo crítico a respeito da invasão da Manchúria pelo Japão. Anna passou a lutar por seus conterrâneos nos Estados Unidos, exigindo papéis melhores para os asiáticos. Em uma entrevista em 1933, Anna reclamou sobre os papéis chineses, sempre de vilões e trapaceiros, atestando que uma civilização muito mais antiga que o Ocidente merecia uma melhor representação nas telas.
Anna e Marlene Dietrich estrelaram Shanghai Express e as cenas sensuais entre as duas reacendeu os boatos sobre sua sexualidade. A imprensa chinesa tinha críticas mistas sobre a carreira de Anna, a maioria negativa, com críticas para a forma como os estúdios norte-americanos retratavam chineses em suas produções. A crítica mais severa veio do próprio governo chinês, mas liberais e intelectuais chineses costumavam ser favoráveis à Anna, tendo inclusive lhe concedido um doutorado honorário em 1932. Anna também era um ícone da moda, tendo sido nomeada como a mulher mais bem vestida do mundo em 1932 e a mais bela garota chinesa do mundo, em 1938.

## Morte

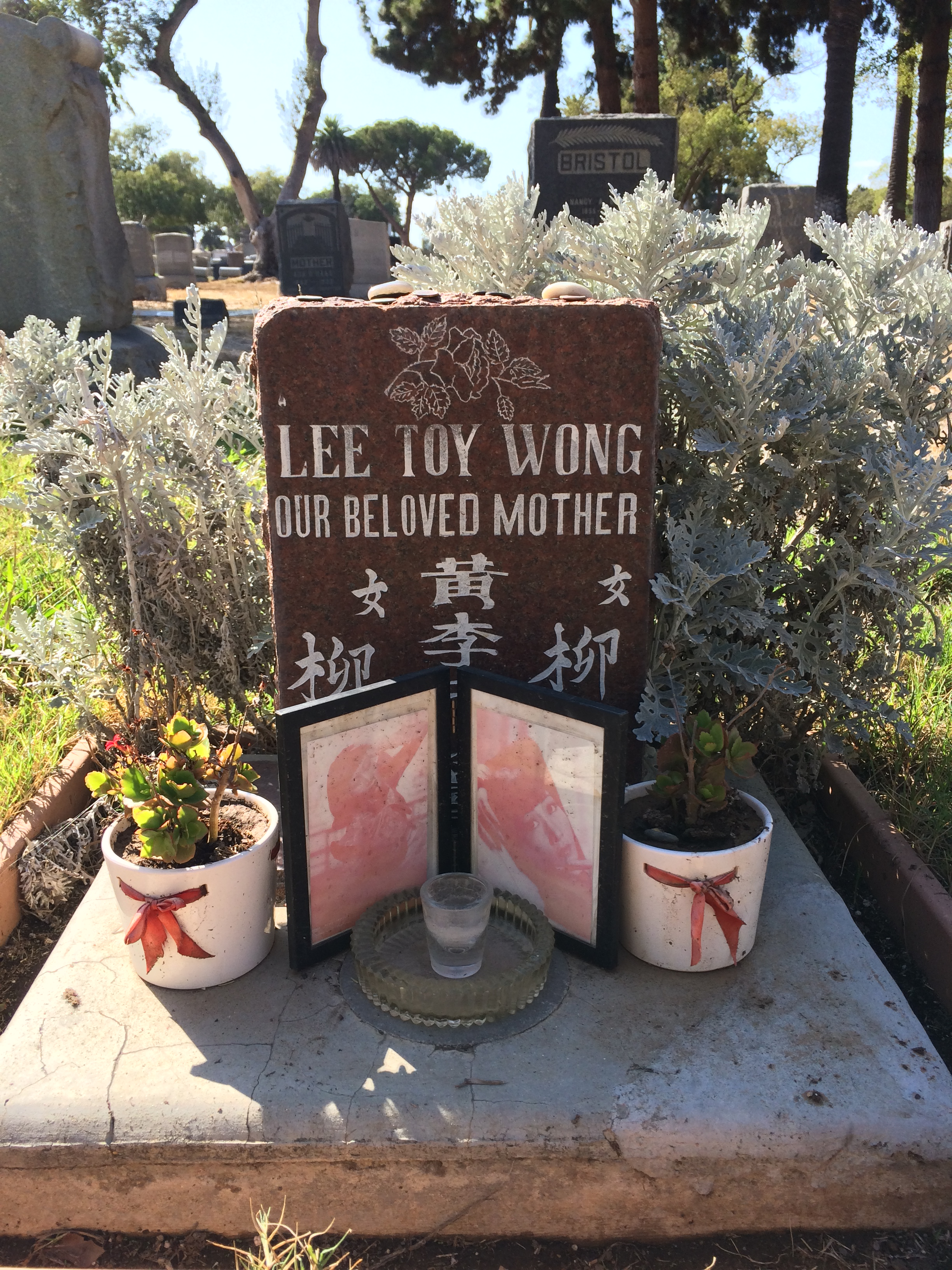
Túmulo de Anna May Wong no Cemitério Angelus-Rosedale

Anna estava escalada para um papel no filme Flower Drum Song, mas em 3 de fevereiro de 1961, Anna teve um infarto enquanto dormia em sua casa em Santa Mônica, dois dias antes de sua última participação no programa The Barbara Stanwyck Show. Ela foi cremada e suas cinzas foram enterradas junto ao túmulo de sua mãe no  Cemitério Angelus-Rosedale, em Los Angeles.

## Filmografia
| Ano  | Título                           | Papel                      | Notas                                        |
| 1919 | The Red Lantern                  |                            | sem créditos                                 |
| 1920 | Dinty                            |                            | sem créditos                                 |
| 1920 | Outside the Law                  |                            | sem créditos                                 |
| 1921 | Shame                            | Lotus Blossom              |                                              |
| 1921 | The First Born                   |                            |                                              |
| 1921 | Bits of Life                     | Toy Sing, Chin Chow's Wife | perdido                                      |
| 1922 | The Toll of the Sea              | Lotus Flower               |                                              |
| 1923 | Thundering Dawn                  | Honky-Tonk Girl            |                                              |
| 1923 | Drifting                         | Rose Li                    |                                              |
| 1924 | Peter Pan                        | Tiger Lily                 |                                              |
| 1924 | Lilies of the Field              |                            |                                              |
| 1924 | The Thief of Bagdad              | The Mongol Slave           |                                              |
| 1924 | The Fortieth Door                | Zira                       | perdido                                      |
| 1924 | The Alaskan                      | Keok                       |                                              |
| 1925 | His Supreme Moment               | Harem Girl in play         |                                              |
| 1925 | Forty Winks                      | Annabelle Wu               |                                              |
| 1926 | The Desert's Toll                | Oneta                      |                                              |
| 1926 | Fifth Avenue                     | Nan Lo                     |                                              |
| 1926 | A Trip to Chinatown              | Ohati                      |                                              |
| 1926 | The Silk Bouquet                 | Dragon Horse               |                                              |
| 1927 | Streets of Shanghai              | Su Quan                    |                                              |
| 1927 | The Devil Dancer                 | Sada                       |                                              |
| 1927 | Driven from Home                 |                            |                                              |
| 1927 | Mr. Wu                           | Loo Song                   |                                              |
| 1927 | The Honorable Mr. Buggs          | Baroness Stoloff           |                                              |
| 1927 | Old San Francisco                | a flor do Oriente          |                                              |
| 1927 | Why Girls Love Sailors           | Delamar                    | cenas apagadas                               |
| 1927 | The Chinese Parrot               | Nautch Dancer              | perdido                                      |
| 1928 | Song                             | Song                       |                                              |
| 1928 | The Crimson City                 | Su                         |                                              |
| 1928 | Across to Singapore              | mulher de Cingapura        |                                              |
| 1928 | Chinatown Charlie                | Mandarin's Sweetheart      |                                              |
| 1929 | Piccadilly                       | Shosho                     |                                              |
| 1929 | Pavement Butterfly               | Mah                        |                                              |
| 1930 | The Flame of Love                | Hai-Tang                   |                                              |
| 1930 | The Road to Dishonour            | Hai-Tang                   | German-language version of The Flame of Love |
| 1930 | Hai-Tang                         | Hai-Tang                   | French-language version of The Flame of Love |
| 1930 | Elstree Calling                  | ela mesma                  |                                              |
| 1931 | Daughter of the Dragon           | Princesa Ling Moy          |                                              |
| 1932 | Shanghai Express                 | Hui Fei                    |                                              |
| 1933 | A Study in Scarlet               | Mrs. Pyke                  |                                              |
| 1934 | Tiger Bay                        | Lui Chang                  |                                              |
| 1934 | Chu Chin Chow                    | Zahrat                     |                                              |
| 1934 | Java Head                        | Princess Taou Yuen         |                                              |
| 1934 | Limehouse Blues                  | Tu Tuan                    |                                              |
| 1937 | Daughter of Shanghai             | Lan Ying Lin               |                                              |
| 1938 | Dangerous to Know                | Lan Ying                   |                                              |
| 1938 | When Were You Born               | Mei Lei Ming (Aquarius)    |                                              |
| 1939 | King of Chinatown                | Dr. Mary Ling              |                                              |
| 1939 | Island of Lost Men               | Kim Ling                   |                                              |
| 1941 | Ellery Queen's Penthouse Mystery | Lois Ling                  |                                              |
| 1942 | Bombs Over Burma                 | Lin Ying                   |                                              |
| 1942 | Lady from Chungking              | Kwan Mei                   |                                              |
| 1949 | Impact                           | Su Lin                     |                                              |
| 1960 | Portrait in Black                | Tawny                      |                                              |

## Televisão
| Ano       | Título                            | Papel          | Notas                                                    |
| 1951      | The Gallery of Madame Liu-Tsong   | Mme. Liu-Tsong | DuMont Television Network                                |
| 1956      | Producers' Showcase               | Chinese Woman  | Episódio: The Letter                                     |
| 1956,1958 | Climax!                           | Clerk Mayli    | Episódio: The Chinese Game Episódio: The Deadly Tattoo]] |
| 1959      | Adventures in Paradise            |                | Episódio: The Lady from South Chicago                    |
| 1960      | The Life and Legend of Wyatt Earp | China Mary     | Episódio: China Mary                                     |
| 1961      | The Barbara Stanwyck Show         | A-hsing        | Episódio: Dragon By the Trail                            |